# Mingus Ah Um
Mingus Ah Um ist ein Jazzalbum von Charles Mingus, das 1959 aufgenommen und veröffentlicht wurde. Es gilt als eines der bedeutendsten und einflussreichsten Alben des Jazz.
Es präsentiert eine vielseitige Mischung aus verschiedenen Jazz-Stilen, darunter Hard Bop, Bebop und Avantgarde-Jazz. Mingus, der als einer der innovativsten Komponisten gilt, zeigt auf dem Album seine einzigartige musikalische Vision. Es enthält Kompositionen wie „Better Git It in Your Soul“, „Goodbye Pork Pie Hat“ und „Fables of Faubus“, die zu Klassikern des Jazz geworden sind. Die Musik auf „Mingus Ah Um“ zeichnet sich durch ihre kraftvolle Energie, ihre komplexe Harmonik und ihre melodische Tiefe aus. Einige der Kompositionen auf diesem Album behandeln soziale und politische Themen, insbesondere in Bezug auf Rassismus und Bürgerrechte.

## Name und Gestaltung des Albums
Der Titel Mingus Ah Um leitet sich von einem Wortspiel mit einer Eselsbrücke zum Erlernen lateinischer Formen ab. Schüler lernen lateinische Adjektive oft dadurch, dass deren männliche, weibliche und sächliche nominative Singularform (normalerweise endend auf „- us“ „-a“ und „-um“) hintereinander ausgesprochen wird (etwa das Adjektiv „magnus“ (groß): „magnus“, „-a“, „- um“); dieses wird wie dann „magnus ah um“ ausgesprochen. Ein anderer Albumtitel von Mingus beruht ebenfalls auf einem Wortspiel, „Mingus Dynasty“, nach der Ming-Dynastie.
Das Grafikdesign stammt von S. Neil Fujita, der auch für die Gestaltung des gleichzeitig erschienenen Dave-Brubeck-Albums Time Out verantwortlich war.

## Die Musik
Better Git It in Your Soul ist durch die Gospelmusik inspiriert, die Mingus als Kind gehört haben mag, als er in Watts (Los Angeles) Kalifornien aufwuchs. Mit einer ekstatisch spielenden Band entfesselt der Bassist eine „brodelnde Gospel-Hardbop-Brandung“ (so Horst Weber und Gerd Filtgen in der deutschen Mingus-Biographie); streckenweise wechselt das Stück jedoch in den Walzertakt. Auf ein aufgrund seiner andauernden Wiederholungen eindringliches Solo von Parlan folgt letztlich als Höhepunkt das Solo von Booker Ervin, wo dieser wie der Prediger in der Kirche nur von dem rhythmisch klatschenden Ensemble begleitet wird.
Goodbye Pork Pie Hat ist eine direkte Reverenz an Lester Young, der einige Monate vor der Veröffentlichung des Albums gestorben war. Der Pork Pie Hat, ein Hut, der seinen Namen einer Ähnlichkeit mit einer Fleischpastete verdankt, war die bevorzugte Kopfbedeckung von Lester Young. John Handy spielt hier ausnahmsweise ein Solo auf dem Tenorsaxophon.
Der Ursprung des Boogie Stop Shuffle ist selbsterklärend. Es handelt sich um einen 12-taktigen Blues mit vier Themen und einem Boogie Bass, das zunächst in mittlerem Tempo gespielt wird, um dann in die langsamere Gangart zu wechseln und sogar zu einem Latin-Rhythmus zu kommen.
Self-Portrait in Three Colors wurde ursprünglich für John Cassavetes’ ersten Film Schatten geschrieben, wurde dort aber aus finanziellen Gründen nicht verwendet.
Open Letter to Duke ist ein Tribut an Duke Ellington und basiert teilweise auf drei früheren Stücken von Mingus (Nouroog, Duke's Choice und Slippers). Ein rasantes Alt-Solo von John Handy ist auf der zunächst veröffentlichten, gekürzten Fassung nicht enthalten.
Pussy Cat Blues ist eine Huldigung an den New-Orleans-Jazz mit einem Solo von John Handy auf der Klarinette. Jelly Roll ist eine offensichtliche Reverenz an Jelly Roll Morton. Dagegen war Bird Calls, in Mingus eigenen Worten, keine Reverenz an die Bebop-Legende: „It wasn't supposed to sound like Charlie Parker. It was supposed to sound like birds – the first part.“
Fables of Faubus ist benannt nach Orval Faubus (1910–1994), dem berüchtigten Gouverneur von Arkansas, der sich gegen das Aufheben der Rassentrennung an der Little Rock Central High School im Bundesstaat Arkansas wehrte und Präsident Eisenhower zur Entsendung der 101. US-Luftlandedivision (gegen die Nationalgarde) zwang. Die Komposition, die sich wie ein Abzählreim anhört, wird in dieser ersten Aufnahme dieses Mingus-Klassikers sehr lieblich vorgetragen und zeigt nicht den ironischen Biss der Aufnahmen aus den 1960ern. Während des Pianosolos steigert Mingus durch einen doppelt so schnell gespielten Bass die Spannung.

## Rezeption und Auszeichnungen
Der Penguin Guide to Jazz nennt das Album „einen eindrucksvollen Tribut an die (musikalischen) Vorfahren“ und vergab dafür eine seiner seltenen Kronen. Nach Ansicht der deutschen Mingus-Biographen Horst Weber und Gerd Filtgen gehört das Album „zu den interessantesten Platten, die Mingus jemals eingespielt hat“. Leonard Feather vom Magazin Down Beat gab dem Album kurz nach seiner Veröffentlichung die Höchstwertung. Er schrieb:

“Mingus has something to say, knows how and through whom to say it, and it is all stated with communicative authority.”

„Mingus hat etwas zu sagen, er weiß, wie und durch wen es zu sagen ist, und alles wird mit kommunikativer Kompetenz vorgetragen.“

2003 wurde Mingus Ah Um in die National Recording Registry der Library of Congress und 2012 in die Grammy Hall of Fame aufgenommen.
2020 erreichte es Platz 380 der 500 besten Alben aller Zeiten in der Aufstellung des Rolling Stone.
Die deutschsprachige Ausgabe des Rolling Stone wählte das Album 2013 auf Platz 3 der 100 besten Jazz-Alben.
Die Zeitschrift Jazzwise führt Mingus Ah Um auf Platz 7 der 100 Jazz Albums That Shook the World.
In der Auswahl der 500 besten Alben aller Zeiten des New Musical Express belegt es Platz 303.

## Titelliste
Als Columbia das Album 1959 als LP herausgab, wurden sechs der neun Stücke gekürzt, um sie der Spiellänge einer Langspielplatte anzupassen. 1979 wurde die Originallänge dieser sechs Stücke wiederhergestellt. Zusammen mit drei zusätzlichen, ursprünglich nicht veröffentlichten Stücken derselben Aufnahmesitzungen wurden sie auf der Doppel-LP Nostalgia in Time Square veröffentlicht, später dann auch auf CD.
Die Spieldauerangaben in Klammern beziehen sich auf die gekürzten Versionen der 1959 veröffentlichten LP:
Seite A
1. Better Git It in Your Soul – 7:21
2. Goodbye Pork Pie Hat – 5:42 (4:46)
3. Boogie Stop Shuffle – 4:59 (3:41)
4. Self-Portrait in Three Colors – 3:08
5. Open Letter to Duke – 5:49 (4:56)

Seite B
1. Bird Calls – 6:18 (3:12)
2. Fables of Faubus – 8:13
3. Pussy Cat Dues – 9:13 (6:27)
4. Jelly Roll – 6:15 (4:01)

Bonustracks
1. Pedal Point Blues – 6:30
2. GG Train – 4:39
3. Girl of My Dreams – 4:08

Alle Kompositionen von Charles Mingus, außer Girl of my Dreams, das von Sunny Clapp stammt.
Die Stücke 1 und 6 bis 10 wurden aufgenommen am 5. Mai 1959; Columbia 30th Street Studio, New York City.
Die Stücke 2 bis 5 und 11 bis 12 wurden aufgenommen am 12. Mai 1959; Columbia 30th Street Studio, New York City.
Die Führungskräfte von Columbia wollten Mingus nicht erlauben, den Text von „Fables of Faubus“ zu singen, weil sie ihn für zu politisch hielten. Es war schließlich auf dem Album Charles Mingus Presents Charles Mingus von 1960 (Candid CJM005) zu hören und wurde als Bonustrack, zusammen mit „Moanin’“ (von Blues & Roots) In die Neuausgabe des Albums von 2021 (20th Century Masterworks 170044) aufgenommen.